# ジャン1世 (アランソン公)

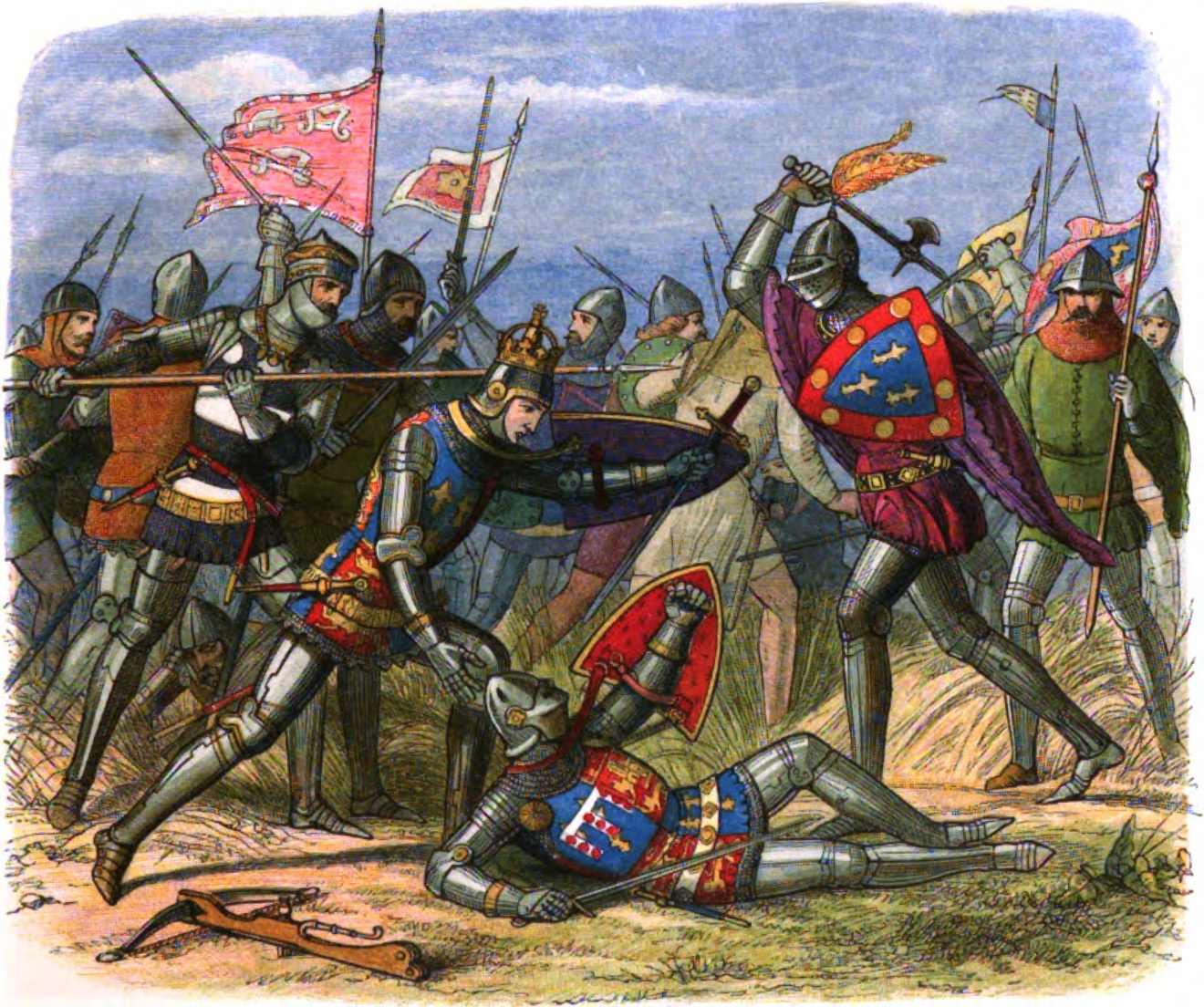
イングランド王ヘンリー5世およびヨーク公エドワードと戦うジャン1世

ジャン1世・ド・ヴァロワ（Jean I de Valois, duc d'Alençon, 1385年 - 1415年10月25日）は、フランスの貴族。アランソン伯およびペルシュ伯（在位：1404年 - 1414年）、アランソン公（在位：1414年 - 1415年）。アジャンクールの戦いにおいて戦死した。賢公（le Sage）と言われる。

## 生涯
ジャン1世は、アランソン伯ピエール2世とマリー・ド・シャマイヤールの息子としてエセ城で生まれた。1404年、父よりアランソン伯位とペルシュ伯位を継承し、1414年にアランソン公となった。
アジャンクールの戦いにおいて、ジャン1世はフランス軍の第2師団を指揮した。イングランド軍が第1師団を突破したとき、ジャン1世は反撃した。ジャン1世は、ヨーク公エドワードを殺害し、グロスター公ハンフリーを負傷させ、イングランド王ヘンリー5世の王冠から装飾品を切り取ったといわれている。ジャン1世はヘンリー5世の護衛に取り押さえられ、降伏する前にウェールズ貴族ダフィド・ガムに殺害された。

## 家族
1396年にブルターニュ公ジャン4世の娘マリーと結婚し、5人の子女をもうけた。
- ピエール（1407年、アルジャンタン - 1408年）
- ジャン2世（1409年 - 1476年） - アランソン公
- マリー（1410年、アルジャンタン - 1412年、アルジャンタン）
- ジャンヌ（1412年、アルジャンタン - 1420年）
- シャルロット（1413年、アルジャンタン - 1435年、ランバル）

また、以下の庶子をもうけた。
- ピエール・ダランソン（1424年没） - ギャランドン領主、ヴェルヌイユの戦いで戦死
- マルグリット・ダランソン - プレオー領主ジャン・サン＝トーバンと結婚